# Üvegszárnyú almafalepke
Az üvegszárnyú almafalepke vagy almafaszitkár (Synanthedon myopaeformis)  a szitkárfélék (Sesiidae) családjának egyik, Magyarországon is honos faja.

## Elterjedése, élőhelye
Palearktikus faj, így Magyarországon is ott van mindenütt, ahol megtalálja tápnövényeit, elsősorban az almát.

## Megjelenése
Ennek a szitkárfajnak a szárnycsúcsa és a szárny szegélye fénylő kék, a potrohgyűrűi viszont vörösek. A szárny fesztávolsága 12–22 mm.

## Életmódja
Egy évben egy nemzedéke fejlődik ki. A különféle stádiumú hernyók telelnek át a kéregbe rágott járataikban. Tavasszal, nyár elején bábozódnak az ugyancsak a kéregben kialakított bábkamrában. A bábállapot 2–3 hetes, a lepke kikelése előtt a báb nagyobbik felét kitolja.
Egész nyáron rajzik. A lepkék nappal aktívak. Virágokon táplálkoznak, de nagyon nehéz észrevenni őket, mert darázsra hasonlítanak.
Fő tápnövénye az alma, de kifejlődhet a birsben, a körtében és a szilvában is.
Kárképét könnyű felismerni egyrészt a megtámadott törzs- és ágrészeken törmelékbe tapadt, apró, barna ürülékszemcsék tömegéről, másrészt a kitolt bábhüvelyekről.
A hernyók járatai különösen gyakoriak a metszési felületeken, az oltás helyén vagy a vastagabb gallyak eltávolításakor ejtett sebek szélein keletkezett sebkalluszokban.
Régebben úgy tartották, hogy a legyengült, beteges fákon szaporodik el, a huszadik század második felében azonban a fiatal almaültetvények kártevőjeként vált ismertté.

## Külső hivatkozások
- Mészáros Zoltán – Szabóky Csaba: A magyarországi molylepkék gyakorlati albuma. Budapest: Agroinform. 2005.  arch Hozzáférés: 2018. április 6. (PDF)